# Epicedia wrayi
Epicedia wrayi là một loài bọ cánh cứng trong họ Cerambycidae.